# 1025
Il 1025 (MXXV in numeri romani) è un anno  dell'XI secolo.

## Eventi
- 18 aprile - Boleslao I è incoronato primo re di Polonia

## Nati
- 28 agosto - Go-Reizei, imperatore giapponese († 1068)
- Alberto da Prezzate, religioso italiano († 1095)
- Anna Dalassena, nobildonna bizantina
- Gertrude di Polonia, principessa polacca († 1108)
- Guglielmo VIII di Aquitania, duca († 1086)
- Lamberto di Hersfeld, storico tedesco († 1085)
- Rodolfo di Svevia, nobile e re tedesco († 1080)
- Ruben I d'Armenia († 1095)
- Tora Torbergsdatter, regina norvegese
- Edith del Wessex, regina († 1075)

## Morti
- 14 maggio - Ishoʿyahb IV bar Ezechiel, vescovo cristiano orientale siro
- 17 giugno - Boleslao I di Polonia, sovrano polacco (n. 967)
- 20 agosto - Burcardo di Worms, vescovo e giurista tedesco (n. 950)
- 28 agosto - Ugo II di Francia, sovrano (n. 1007)
- 1º novembre - Gunther di Meißen, arcivescovo cattolico tedesco
- 4 novembre - Matilde di Germania, nobile tedesca (n. 979)
- 15 dicembre - Basilio II Bulgaroctono, imperatore bizantino (n. 958)
- Eustazio di Costantinopoli, vescovo bizantino
- Muhammad III ibn Abd al-Rahman, califfo (n. 976)
- Koshikibu no Naishi, poeta giapponese (n. 999)

## Calendario
| Calendario 1025 | Calendario 1025 | Calendario 1025 | Calendario 1025 | Calendario 1025 | Calendario 1025 | Calendario 1025 | Calendario 1025 | Calendario 1025 | Calendario 1025 | Calendario 1025 | Calendario 1025 | Calendario 1025 | Calendario 1025 | Calendario 1025 | Calendario 1025 | Calendario 1025 | Calendario 1025 | Calendario 1025 | Calendario 1025 | Calendario 1025 | Calendario 1025 | Calendario 1025 | Calendario 1025 | Calendario 1025 | Calendario 1025 | Calendario 1025 | Calendario 1025 | Calendario 1025 | Calendario 1025 | Calendario 1025 | Calendario 1025 | Calendario 1025 |
| --------------- | --------------- | --------------- | --------------- | --------------- | --------------- | --------------- | --------------- | --------------- | --------------- | --------------- | --------------- | --------------- | --------------- | --------------- | --------------- | --------------- | --------------- | --------------- | --------------- | --------------- | --------------- | --------------- | --------------- | --------------- | --------------- | --------------- | --------------- | --------------- | --------------- | --------------- | --------------- | --------------- |
|                 | 1               | 2               | 3               | 4               | 5               | 6               | 7               | 8               | 9               | 10              | 11              | 12              | 13              | 14              | 15              | 16              | 17              | 18              | 19              | 20              | 21              | 22              | 23              | 24              | 25              | 26              | 27              | 28              | 29              | 30              | 31              |                 |
| Gennaio         | Ve              | Sa              | Do              | Lu              | Ma              | Me              | Gi              | Ve              | Sa              | Do              | Lu              | Ma              | Me              | Gi              | Ve              | Sa              | Do              | Lu              | Ma              | Me              | Gi              | Ve              | Sa              | Do              | Lu              | Ma              | Me              | Gi              | Ve              | Sa              | Do              |                 |
| Febbraio        | Lu              | Ma              | Me              | Gi              | Ve              | Sa              | Do              | Lu              | Ma              | Me              | Gi              | Ve              | Sa              | Do              | Lu              | Ma              | Me              | Gi              | Ve              | Sa              | Do              | Lu              | Ma              | Me              | Gi              | Ve              | Sa              | Do              |                 |                 |                 |                 |
| Marzo           | Lu              | Ma              | Me              | Gi              | Ve              | Sa              | Do              | Lu              | Ma              | Me              | Gi              | Ve              | Sa              | Do              | Lu              | Ma              | Me              | Gi              | Ve              | Sa              | Do              | Lu              | Ma              | Me              | Gi              | Ve              | Sa              | Do              | Lu              | Ma              | Me              |                 |
| Aprile          | Gi              | Ve              | Sa              | Do              | Lu              | Ma              | Me              | Gi              | Ve              | Sa              | Do              | Lu              | Ma              | Me              | Gi              | Ve              | Sa              | Do              | Lu              | Ma              | Me              | Gi              | Ve              | Sa              | Do              | Lu              | Ma              | Me              | Gi              | Ve              |                 |                 |
| Maggio          | Sa              | Do              | Lu              | Ma              | Me              | Gi              | Ve              | Sa              | Do              | Lu              | Ma              | Me              | Gi              | Ve              | Sa              | Do              | Lu              | Ma              | Me              | Gi              | Ve              | Sa              | Do              | Lu              | Ma              | Me              | Gi              | Ve              | Sa              | Do              | Lu              |                 |
| Giugno          | Ma              | Me              | Gi              | Ve              | Sa              | Do              | Lu              | Ma              | Me              | Gi              | Ve              | Sa              | Do              | Lu              | Ma              | Me              | Gi              | Ve              | Sa              | Do              | Lu              | Ma              | Me              | Gi              | Ve              | Sa              | Do              | Lu              | Ma              | Me              |                 |                 |
| Luglio          | Gi              | Ve              | Sa              | Do              | Lu              | Ma              | Me              | Gi              | Ve              | Sa              | Do              | Lu              | Ma              | Me              | Gi              | Ve              | Sa              | Do              | Lu              | Ma              | Me              | Gi              | Ve              | Sa              | Do              | Lu              | Ma              | Me              | Gi              | Ve              | Sa              |                 |
| Agosto          | Do              | Lu              | Ma              | Me              | Gi              | Ve              | Sa              | Do              | Lu              | Ma              | Me              | Gi              | Ve              | Sa              | Do              | Lu              | Ma              | Me              | Gi              | Ve              | Sa              | Do              | Lu              | Ma              | Me              | Gi              | Ve              | Sa              | Do              | Lu              | Ma              |                 |
| Settembre       | Me              | Gi              | Ve              | Sa              | Do              | Lu              | Ma              | Me              | Gi              | Ve              | Sa              | Do              | Lu              | Ma              | Me              | Gi              | Ve              | Sa              | Do              | Lu              | Ma              | Me              | Gi              | Ve              | Sa              | Do              | Lu              | Ma              | Me              | Gi              |                 |                 |
| Ottobre         | Ve              | Sa              | Do              | Lu              | Ma              | Me              | Gi              | Ve              | Sa              | Do              | Lu              | Ma              | Me              | Gi              | Ve              | Sa              | Do              | Lu              | Ma              | Me              | Gi              | Ve              | Sa              | Do              | Lu              | Ma              | Me              | Gi              | Ve              | Sa              | Do              |                 |
| Novembre        | Lu              | Ma              | Me              | Gi              | Ve              | Sa              | Do              | Lu              | Ma              | Me              | Gi              | Ve              | Sa              | Do              | Lu              | Ma              | Me              | Gi              | Ve              | Sa              | Do              | Lu              | Ma              | Me              | Gi              | Ve              | Sa              | Do              | Lu              | Ma              |                 |                 |
| Dicembre        | Me              | Gi              | Ve              | Sa              | Do              | Lu              | Ma              | Me              | Gi              | Ve              | Sa              | Do              | Lu              | Ma              | Me              | Gi              | Ve              | Sa              | Do              | Lu              | Ma              | Me              | Gi              | Ve              | Sa              | Do              | Lu              | Ma              | Me              | Gi              | Ve              |                 |